# St. Leonard
St. Leonard – jednostka osadnicza w Stanach Zjednoczonych, w stanie Maryland, w hrabstwie Calvert.